# Patriarche latin de Jérusalem

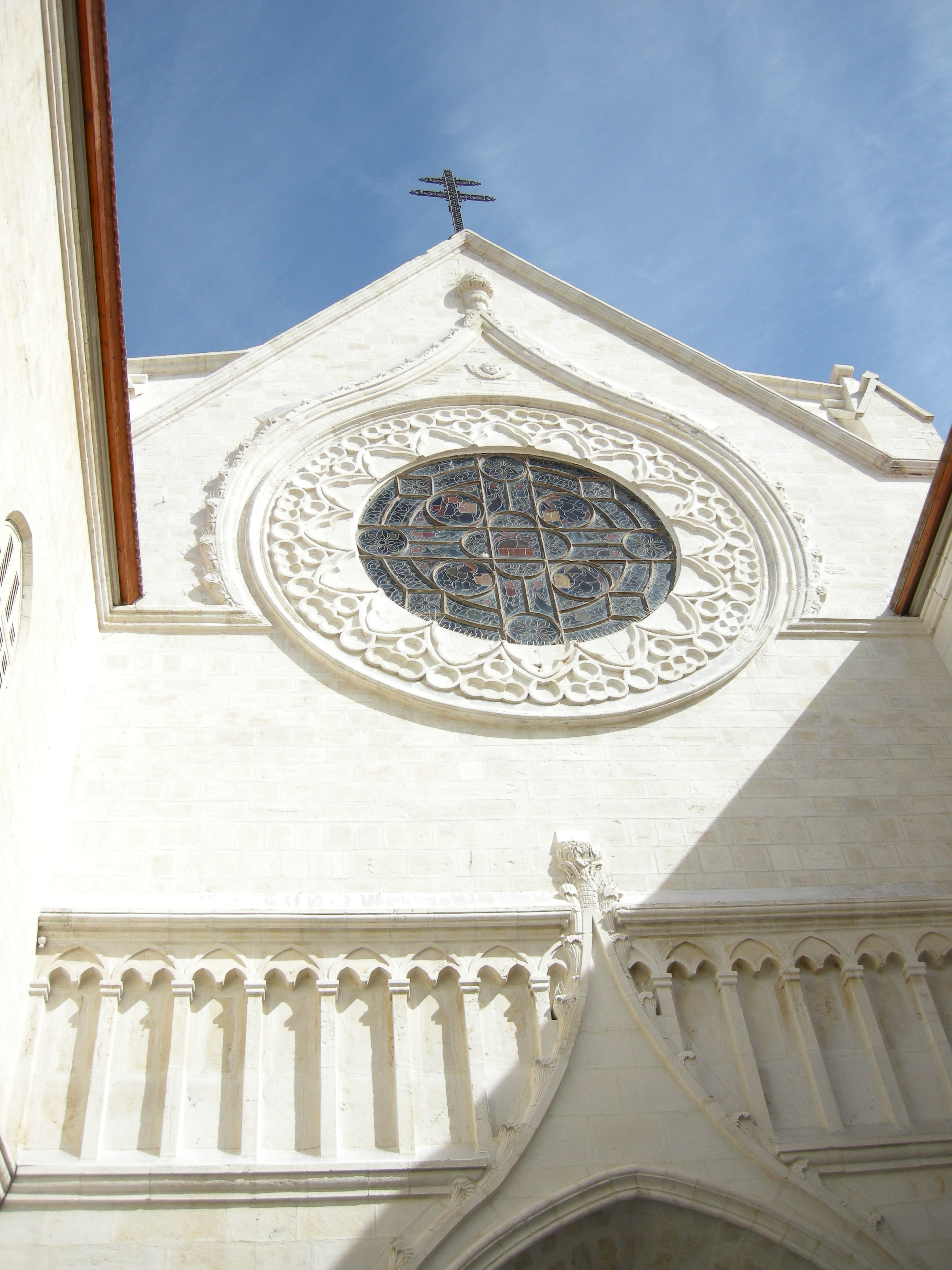
Entrée de la co-cathédrale du Saint-Nom-de-Jésus, siège du patriarcat latin de Jérusalem

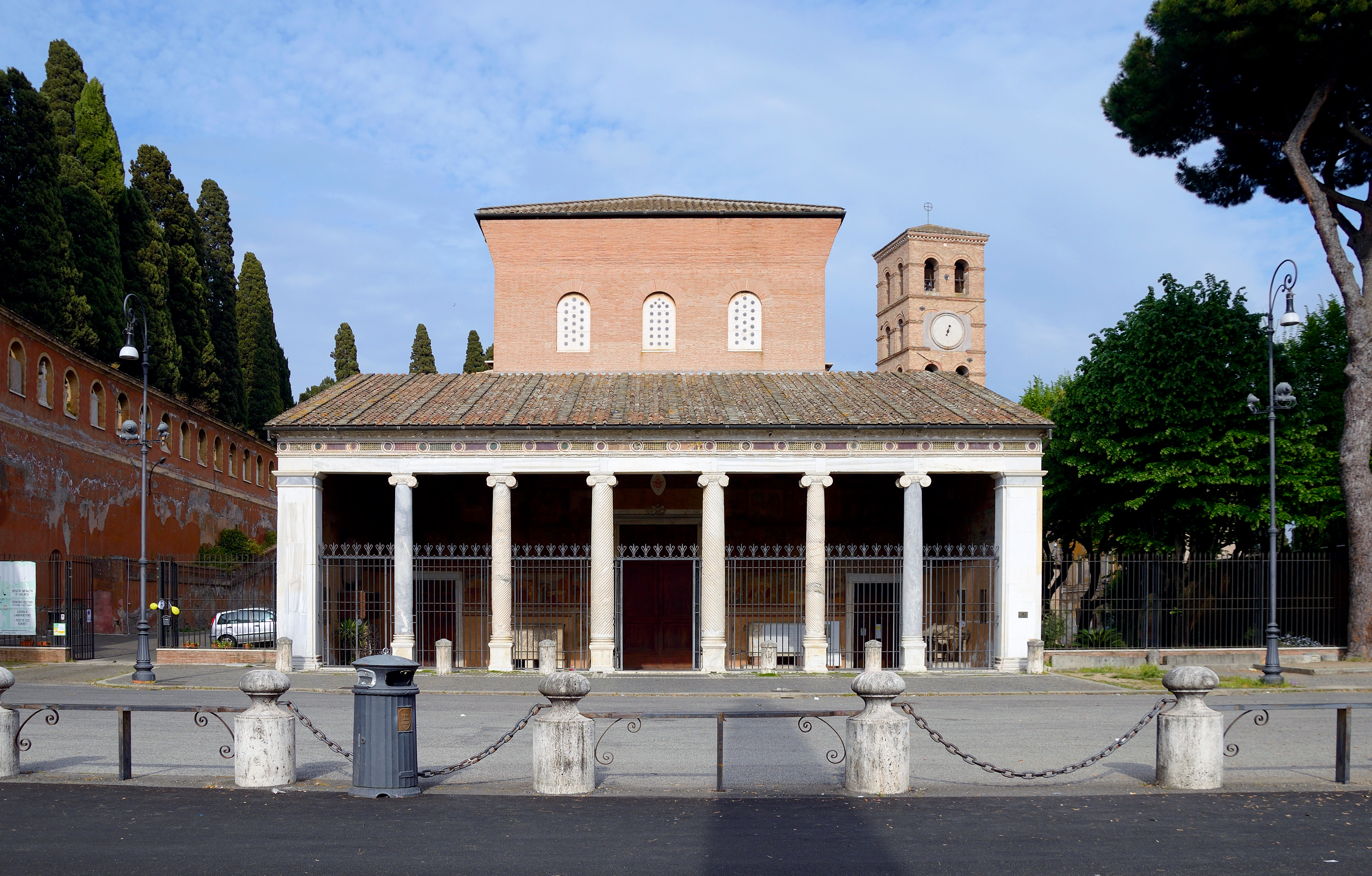
La basilique Saint-Laurent-hors-les-murs, siège du patriarche latin de Jérusalem à Rome de 1374 à 1847

Le patriarche latin de Jérusalem est l'un des patriarches catholiques orientaux. C'est le titre le plus ancien parmi tous les patriarches catholiques orientaux puisqu'il date de 1099 et le seul de rite latin.
En effet, après la prise de Jérusalem par les croisés en 1099, une structure religieuse, le patriarcat latin, est créée à Jérusalem en complément d’une structure temporelle, qui sera le royaume de Jérusalem.

## Les patriarches pendant les Croisades
Le patriarcat de Jérusalem est un des sièges épiscopaux les plus prestigieux de la chrétienté, les premiers titulaires ayant été Jacques le Juste et Siméon, les propres cousins du Christ. Lors de la prise de Jérusalem, le 15 juillet 1099, les croisés n’acceptent pas que ce siège soit tenu par un religieux de confession grecque-orthodoxe, membre d’une Église séparée de celle de Rome depuis le schisme de 1054 entre l'Orient et l'Occident. Les religieux croisés créent donc le 1eraoût 1099 le patriarcat latin de Jérusalem et en nomment le premier titulaire, Arnoul de Chocques. Jean VIII, le patriarche orthodoxe de Jérusalem, finit par se réfugier à Constantinople vers 1107, et l’un de ses successeurs ne reviendra à Jérusalem qu’en 1187.
| Patriarches siégeant à Jérusalem (1099-1187) |                                            |                                                      |                                                      |
| Arnoul de Chocques († 1118) | élu le 1er août 1099                       | déposé le 26 ou le 31 décembre 1099                  |                                                      |
| Daimbert Lanfranchi de Pise († 1105) | élu le 26 ou le 31 décembre 1099           | déposé en septembre 1102                             |                                                      |
| Evremar de Thérouanne († 1129) plus tard archevêque de Césarée | élu en octobre 1102                        | déposé en 1108                                       |                                                      |
| Gibelin de Sabran († 1112) ancien archevêque d'Arles et légat du pape | élu au printemps 1108                      | mort le 6 avril 1112                                 |                                                      |
| Arnoul de Chocques († 1118) | élu le 26 avril 1112                       | mort le 28 avril 1118                                |                                                      |
| Gormond de Picquigny († 1128) | élu en janvier 1119                        | mort fin 1128                                        |                                                      |
| Étienne de Chartres († 1130) | élu fin 1128                               | mort à l’automne 1130                                |                                                      |
| Guillaume Ier († 1145) | élu fin 1130                               | mort le 25 novembre 1145                             |                                                      |
| Foucher d'Angoulême († 1157), ancien archevêque de Tyr | élu le 26 janvier 1146                     | mort le 20 novembre 1157                             |                                                      |
| Amaury de Nesle († 1180) | élu 1157/1158                              | mort le 6 octobre 1180                               |                                                      |
| Héraclius d’Auvergne († 1191) | élu le 26 octobre 1180                     | mort en juillet 1191                                 |                                                      |
| Après la prise de Jérusalem en 1187, le siège du patriarcat est transféré à Tyr, puis à Saint-Jean-d’Acre en 1191. Le patriarche retourne à Jérusalem en 1229, lors de la restitution de la ville aux Francs, puis repart à Saint-Jean-d’Acre en 1244. Saint-Jean-d’Acre avait son propre évêché, mais les deux sont fusionnés en 1261. |                                            |                                                      |                                                      |
| Rodolphe, ancien évêque de Bethléem | élu en 1191                                | mort en 1192                                         |                                                      |
| Michel de Corbeil | élu en 1193                                | nommé à Sens en mars 1194                            |                                                      |
| Aymar Le Moine | élu en 1194                                | mort pendant l’été 1202                              |                                                      |
| Soffredo Gaetani | élu en 1202                                | démissionne en 1204                                  |                                                      |
| Albert Avogadro, évêque de Verceil | élu en février mars 1204                   | assassiné le 14 septembre 1214                       |                                                      |
| Raoul Ier de Mérencourt | élu en 1215                                | mort en 1224                                         |                                                      |
| Tommaso del Vescovo | élu en 1225, mais non confirmé             | élu en 1225, mais non confirmé                       |                                                      |
| Gérold de Lausanne ancien abbé de Cluny et évêque de Valence | élu le 10 mai 1225                         | mort le 5 décembre 1239                              |                                                      |
| Robert de Nantes | élu le 15 mai 1240                         | mort le 8 juin 1254                                  |                                                      |
| Opizzo Fieschi, patriarche latin d'Antioche | élu en 1254, mais non confirmé             | élu en 1254, mais non confirmé                       |                                                      |
| Jacques Pantaléon, ancien évêque de Verdun | élu le 9 avril 1255                        | élu pape (Urbain IV) 29 août 1261                    |                                                      |
| Guillaume II d'Agen, ancien évêque d'Agen | élu le 9 décembre 1262                     | mort le 21 avril 1270                                |                                                      |
| Thomas Agni de Lentini, archevêque de Cosenza | élu le 17 mars 1272                        | mort le 22 septembre 1277                            |                                                      |
| Jean de Verceil | nommé par le pape en mai 1278, démissionne | nommé par le pape en mai 1278, démissionne           |                                                      |
| Élie Pilet, ancien évêque de Périgueux | élu le 10 mai 1279                         | mort en 1287                                         |                                                      |
| Nicolas de Hanapes | élu le 30 avril 1288                       | mort noyé le 18 mai 1291 lors de l'évacuation d'Acre | mort noyé le 18 mai 1291 lors de l'évacuation d'Acre |

## Les patriarches titulaires
Après la prise de Saint-Jean-d’Acre, le patriarcat, qui correspond approximativement au territoire du royaume de Jérusalem disparaît d’un point de vue territorial. Mais le pape continue à nommer des patriarches titulaires et leur attribue en 1374 la basilique Saint-Laurent-hors-les-murs à Rome.
Au XIVe siècle, outre cette basilique, le patriarche avait la jouissance de nombreux domaines dans les territoires d’Orient restés aux mains des Latins (Chypre, Lesbos, Chios, Candie, Rhodes, Naxos…), mais ses possessions s’amenuisèrent au fur et à mesure de l’avancée des conquêtes turques.
- 1295-1304 : Landolfo
- 1305-1311 : Anthony Bek, évêque de Durham.
- 1314-1318 : Pierre Ier, évêque de Rodez, légat pontifical en Orient.
- 1322-1324 : Pierre II, chanoine à Nicosie.
- 1324-1328 : Raymond Beguin, administrateur du diocèse chypriote de Nemosia.
- 1329-1342 : Pierre III de la Palud , dominicain[1] .
- 1342-1345 : Élie II , archevêque de Nicosie, cardinal
- 1345 : Emanuele Marino
- 1345-1348 : Pierre IV de Casa , évêque de Vaison
- 1349-1360 : Guillaume III Lamy, évêque de Chartres
- 1361-1369 : Philippe Ier de Cabassolle, évêque de Cavaillon
- 1369-1371 : Guillaume IV Militis
- 1371-1374 : Guillaume V de la Garde, archevêque d’Arles
- 1375-1379 : Philippe II d'Alençon, archevêque de Rouen, cardinal.
- 1379-1418 : Avec le grand schisme d’Occident (1378-1418), il y a plusieurs papes en même temps qui nomment chacun un patriarche de Jérusalem :

| Patriarches nommés par le pape de Rome                                                                                            | Patriarches nommés par le pape d’Avignon |
| - 1379-1384 : Étienne, archevêque de Kalocsa - 1386-1395 : Fernand, vicaire d'Aquilée - 1396-1409 : Ugo Roberti, évêque de Padoue | - 1380-1382 : Fernand Lopez de Luna, archevêque de Saragosse - 1382-1385 : Bertrand de Chanac - 1394-1408 : Aymon Séchal, archevêque de Moûtiers - 1408-1409 : Francesc Eiximenis, évêque d'Elne |

- 1419-1427 : Francisco Cepera, archevêque de Saragosse
- 1427-1434 : Giovanni Delfino, patriarche de Grado
- 1434-1448 : Biaggio Molino, patriarche de Grado
- 1448-1449 : Christoforo Garatoni, évêque de Coron
- 1449-1458 : Bessarion, cardinal
- 1458-1460 : Lorenzo Zani, archevêque de Split
- 1460-1480 : Louis d'Harcourt, évêque de Bayeux
- 1480-1503 : Bartolomeo de la Rovere, évêque de Ferrare
- 1504-1523 : Bernardino Carvajal, cardinal-doyen
- 1523-1539 : Rodrigo Carvajal, neveu du précédent
- 1539-1550 : Alessandro Farnese cardinal
- 1550-1556 : Christoforo Spiriti, évêque de Césène
- 1558-1576 : Antonio Hélia, évêque de Pola
- 1576-1585 : Giovanni Antonio Facchinetti, futur pape Innocent IX.
- 1585-1588 : Scipione Gonzaga a Bozzolo, cardinal
- 1588-1618 : Fabio Bondi
- 1618-1621 : Gianbattista Cennini, cardinal
- 1621-1622 : Diofebo Farnèse
- 1622-1627 : Alfonso Manzanedo de Quinones
- 1627-1635 : Domenico de Marini, archevêque de Gênes
- 1636-1637 : Giovanni Colonna
- 1638-1641 : Tegrimio Tegrimi, évêque d’Assise
- 1641-1647 : Egidio Orsini de Vivere
- 1653-1670 : Camillo Massimo, cardinal
- 1671-???? : Egidio Colonna
- 1689-1690 : Bandino Panciatici, cardinal
- 1690-1694 : Pietro Bargellini, archevêque de Thèbes
- 1698-1706 : Francesco Martelli
- 1708-1728 : Mutio di Gaeta, archevêque de Bari
- 1728-1729 : Vincenzo Luigi Gotti
- 1729-1734 : Pompeio Aldrovandi, archevêque de Néocésarée
- 1734-1751 : Tomaso Cervini, archevêque de Nicomédie
- 1751-1762 : Tomaso de Moncada, archevêque de Messine
- 1762-1795 : Giorgio Maria Lascaris, archevêque de Theodosie
- 1800-1802 : Michele di Pietro, évêque d’Isauporaulis
- 1816-1829 : Francesco Maria Fenzi, archevêque de Corfou
- 1830-1847 : Paolo Augusto Foscolo, archevêque de Corfou, patriarche d’Alexandrie en 1847

## Les patriarches résidents depuis 1847

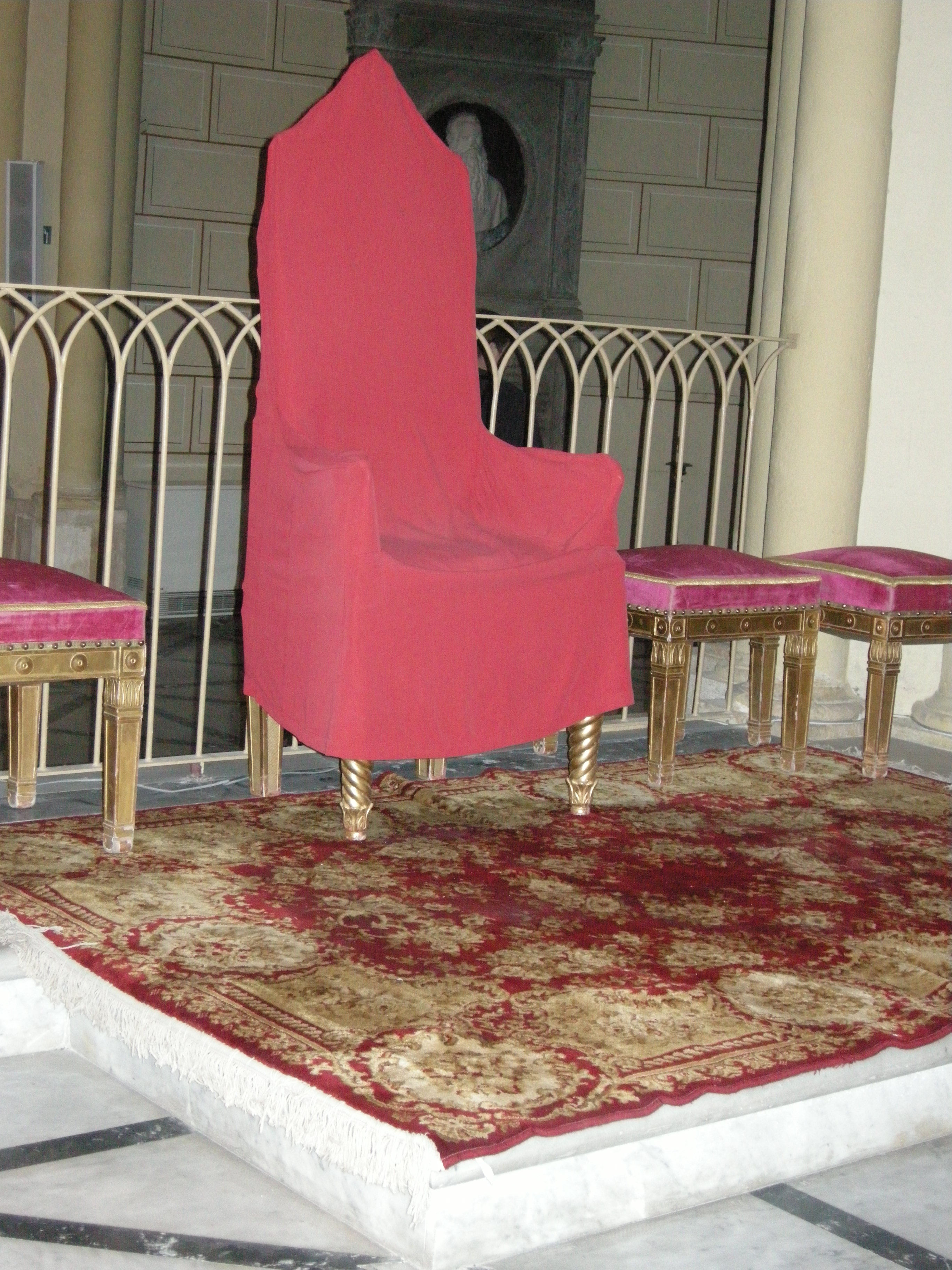
Cathèdre du patriarche latin dans la co-cathédrale latine de Jérusalem

En 1842, l’Église anglicane crée un évêché anglican à Jérusalem, puis l’Église orthodoxe russe envoie une mission évangélique en Palestine peu après. Craignant que l’influence de l’Église catholique ne disparaisse dans cette région, le pape Pie IX décide d’y rétablir une nouvelle hiérarchie latine. Après discussion au sein de la curie, il décide de rétablir le patriarcat latin de Jérusalem le 23 juillet 1847 et annonce le 4 octobre que l’Empire ottoman autorise son rétablissement, avec une juridiction s’étendant sur la Palestine et Chypre. Il consacre quelques jours plus tard au Palais du Quirinal, Valerga, qui fera construire une vingtaine d'années plus tard la co-cathédrale latine du patriarcat[Quoi ?].
Ne voulant pas que ce patriarche soit soumis aux compétitions nationales, les papes ne nomment à ce siège que des Italiens, jusqu’en 1987. La nomination de Monseigneur Michel Sabbah en 1987 marque une évolution dans cette politique. C'est en effet le premier Arabe palestinien à porter le titre. Le patriarche latin de Jérusalem apparaît alors comme le dirigeant local d'une Église locale.
| Giuseppe Valerga                                                    | nommé le 4 octobre 1847   | mort le 2 décembre 1872                         |
| Vincente Bracco                                                     | nommé le 21 mars 1873     | mort le 19 juin 1889                            |
| Luigi Piavi                                                         | nommé le 23 août 1889     | mort le 24 janvier 1905                         |
| Filippo Camassei                                                    | nommé le 8 novembre 1906  | créé cardinal le 15 décembre 1919 († 18-1-1921) |
| Luigi Barlassina (it)                                               | nommé le 8 mars 1920      | mort le 27 septembre 1947                       |
| Alberto Gori (it)                                                   | nommé le 21 novembre 1949 | mort le 25 novembre 1970                        |
| Giacomo Giuseppe Beltritti (it)                                     | nommé le 25 novembre 1970 | démissionne le 11 décembre 1987 (limite d'âge)  |
| Michel Sabbah                                                       | nommé le 11 décembre 1987 | démissionne le 21 juin 2008 (limite d'âge)      |
| Fouad Twal                                                          | nommé le 21 juin 2008     | démissionne le 24 juin 2016 (limite d'âge)      |
| Pierbattista Pizzaballa (administrateur apostolique de 2016 à 2020) | nommé le 24 octobre 2020  |                                                 |

Le siège est actuellement occupé depuis le 24 octobre 2020 par Pierbattista Pizzaballa, auparavant administrateur apostolique sede vacante de 2016 à 2020.